# National Highways
National Highways (precedentemente Highways England e, ancora prima Highways Agency) incaricata di gestire, mantenere e migliorare le autostrade e le principali strade di categoria A in Inghilterra.
La società è subordinata al Dipartimento per i trasporti, mentre l'Office of Rail and Road è responsabile della supervisione della rete stradale.
Fondata come agenzia esecutiva con il nome di "Highways Agency", il 1° aprile 2015 è stata trasformata in una società di proprietà del Governo, con il nome di "Highways England". La costituzione della società è stata annunciata dal governo britannico il 27 giugno 2013. Nell'ambito di questa transizione, il governo britannico ha definito la sua visione per il futuro della rete stradale strategica inglese nella sua Road Investment Strategy.
Il nome attuale è stato adottato il 19 agosto 2021.